# Titahi Bay
Titahi Bay, est une banlieue de la ville de Porirua, située dans le sud de l’Île du Nord de la Nouvelle-Zélande.

## Situation
Elle siège au pied d’une courte péninsule de la côte ouest du mouillage de Porirua Harbour (en), situé au nord de la cité de Porirua.

## Population
En 2006, la banlieue avait une population de 7 524 habitants,,.

## Médias
De nombreuses prises de vues en 2007 du film de Taika Waititi À chacun sa chacune sont originaires du secteur de Titahi Bay.

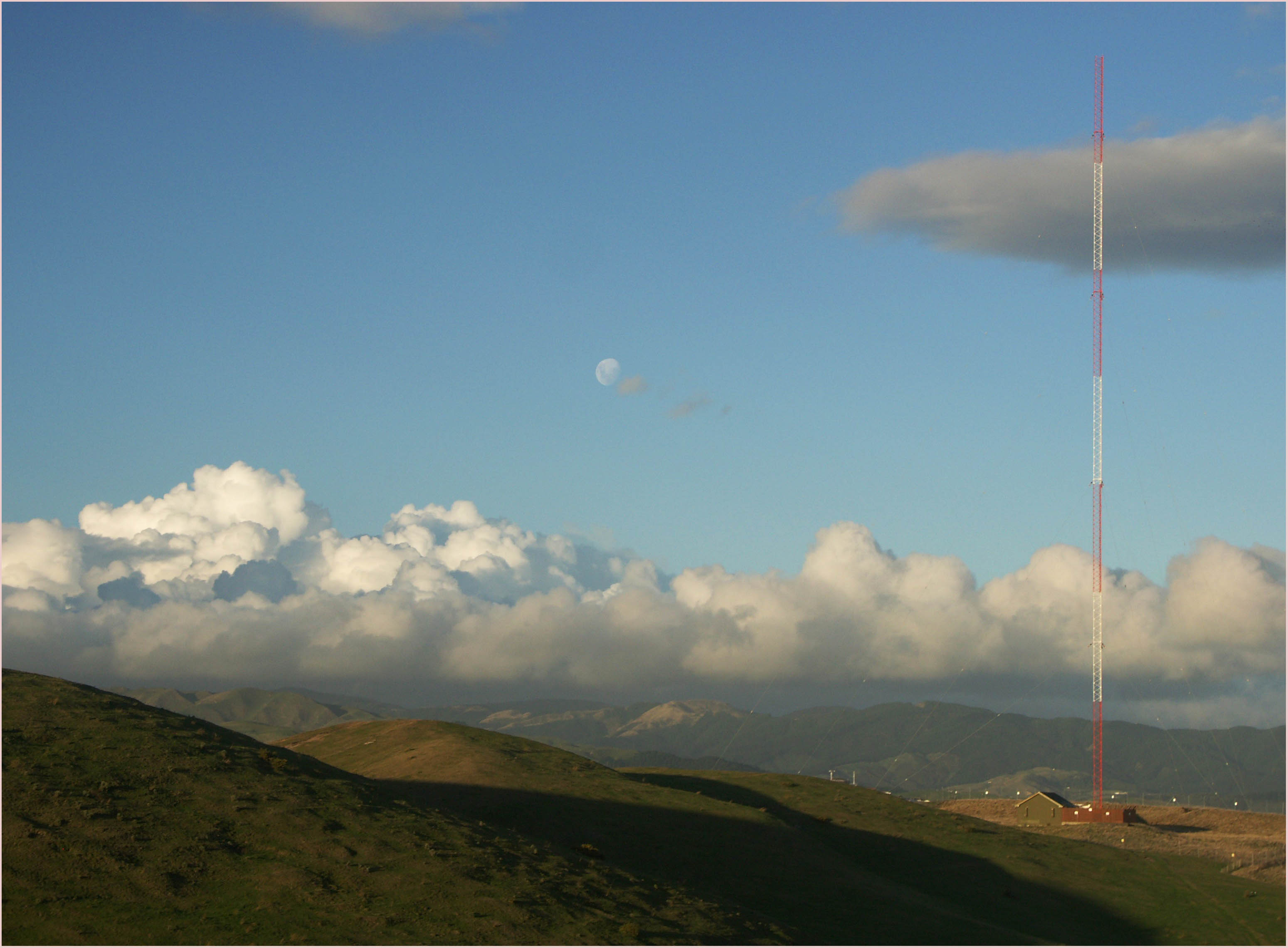
Mat de l’antenne de Titahi Bay

## Histoire
Le navigateur polynésien légendaire Kupe aurait accosté à la pointe de ‘Komanga’, à trois kilomètres à l’ouest de Titahi Bay, laissant une ancre de pierre, qui aujourd’hui peut être vue au niveau du Te Papa.
La zone fut colonisée par les Māori pendant de nombreuses années avant l’arrivée des européens, et plusieurs sites de pa sont localisés à proximité.
Le secteur fut aussi le site de plusieurs conflits entre les iwi Maori, notamment en 1820, quand la zone fut envahie par ceux, qui suivaient le chef Te Rauparaha.
Les premiers résidents européens furent les chasseurs de baleine, qui opéraient à partir de Korohiwa, situé entre Titahi Bay et la pointe de Komanga.
Durant la Seconde Guerre mondiale, un camp abritant du personnel militaire américain, fut construit au niveau de Titahi Bay.

## Caractéristiques

### Plage de Titahi Bay

La plage de Titahi Bay un jour nuageux

Titahi Bay est située à un kilomètre à partir de l’extrémité et forme une baie.
Le surf est une activité populaire au niveau de Titahi Bay, car c’est une plage à brisant, qui peut être surfée, quelle que soit la marée et durant les périodes de vents venant de la terre, ce qui est généralement le meilleur moment pour aller surfer.
Les vagues de brisant pour le surf ont une grande amplitude de tailles et de difficultés.
En allant du site nommé the Rocks’ (1,5 à 2 m), qui est fameux localement, jusqu’au point nommé Fishermans(avec des vagues à l’intérieur, atteignant 2 à 3 m , et à l’extérieur: atteignant les 3 à 5 m, principalement lors de la houle de direction nord-ouest, mais qui changent, quand la houle arrive du sud car les brisants diffèrent beaucoup en fonction de la direction de la houle.
Un club de Surf fonctionne depuis plus de 30 ans et deux des champions de Nouvelle-Zélande sont originaires de cet endroit.
Le Club de sauvetage de Titahi Bay est localisé au centre de la baie et des bateaux sont disposés à l’extrémité nord et sud de la plage, et sont souvent utilisés pour les photographies du secteur.

### Escalade rocheuse
Les falaises le long de Titahi Bay ont aussi une longue histoire d’escalade et Titahi Bay devint la zone d’escalade la plus populaire dans le secteur de Wellington dans les années 1940.

### Forêt fossile
Les restes fossilisés d’une forêt du Pléistocène sont localisés dans Titahi Bay et forme un récif intertidal.
La forêt était dominée par des arbres de type podocarpes et des fougères arborescentes et elle date de la dernière période interglaciaire, soit vers 150 000 à 70 000 années dans le passé.

### Brigade de pompiers volontaire de Titahi Bay

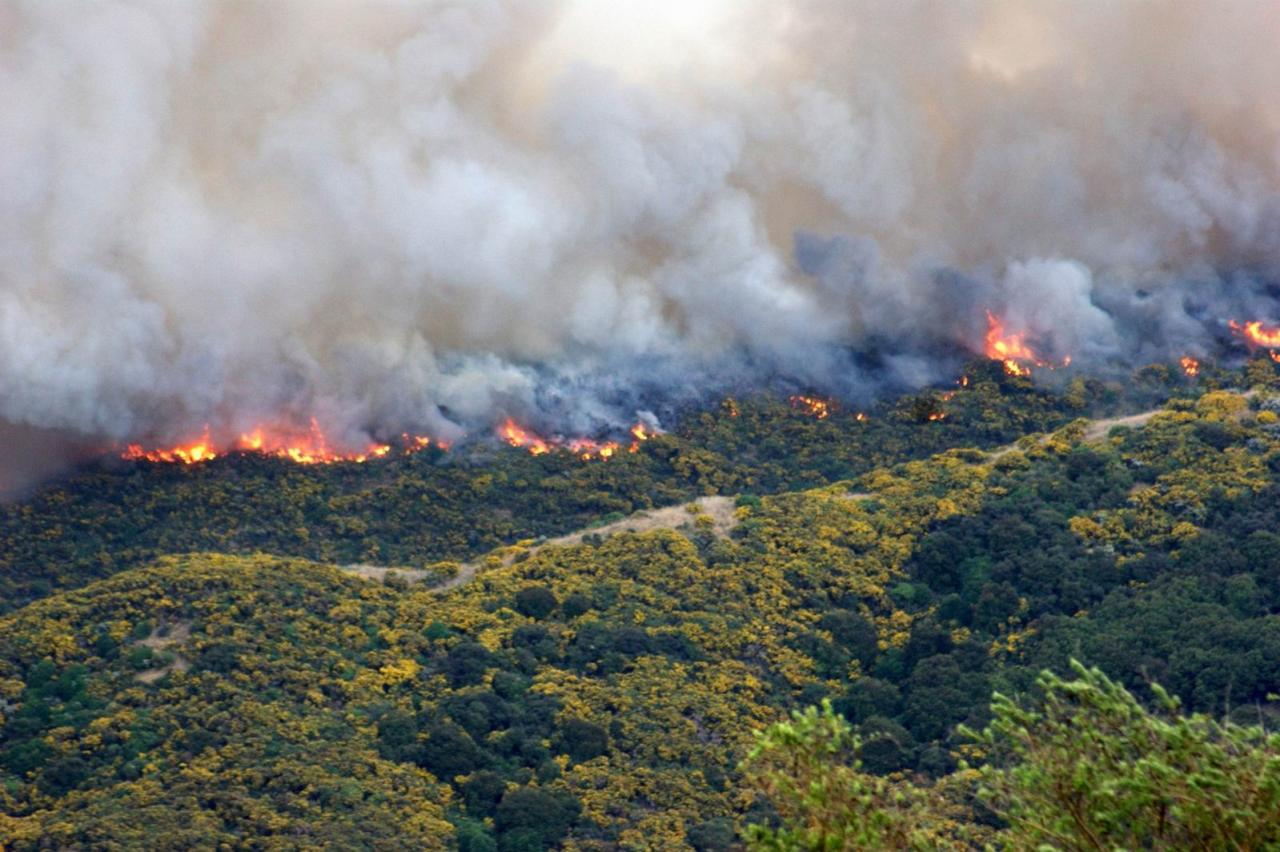
Feux de broussaille à Titahi Bay

Fondée en 1945, la brigade de pompiers volontaires de la Titahi Bay Volunteer Fire Brigade fonctionne avec un camion Iveco EuroCargo ML120E Type 2 (Medium Pump) et comporte actuellement des soldats du feu au nombre de 20 volontaires.
La brigade de pompiers volontaires de Titahi Bay fonctionne dans le cadre du New Zealand Fire Service (en) de la 3e région du feu.

### Petit théâtre de Porirua
Il fut fondé en 1950 sous le nom de Titahi Bay Little Theatre par Ellinore Ginn dans le hall de loisir, qui fut utilisé par les corps des US Marines en stationnement au niveau de Titahi Bay durant la deuxième guerre mondiale.

## Transports
Des bus routiers desservent Titahi Bay :
La route 210, circulant entre Titahi Bay et la gare de Johnsonville (en).
La route 220, circulant entre Titahi Bay et Ascot Park.

## Éducation
Les installations d’éducation dans Titahi Bay sont :

### Écoles primaires
- école de Ngāti Toa
- école ‘St Pius X’[17].
- école Titahi Bay School[18]
- école Titahi Bay North School[19]

### École Intermédiaire
- école Titahi Bay Intermediate[20]

## Sports
Organisation sportive dans Titahi Bay :
- Titahi Bay Boating Club[21]
- Titahi Bay Bowling Club
- Titahi Bay Golf Club[22]
- Titahi Bay Surf Life Saving Club
- Titahi Bay Tennis Club
- Titahi Bay Boxing Club
- Titahi Bay Surfers (Porirua Surfing Troupe Inc.)
- Titahi Bay Fishermans Club

## Résidents notables
Les résidents notables de la banlieue ont compris
- l'ancien joueur de la ligue de rugby Ron Farrell (en),
- le coureur olympique Sean Wade (en),
- le golfeur international Michael Campbell,
- la pop-star néo-zélandaise Rob Arnold du groupe classé à la top chart ‘Boyband’,
- la personnalité de la TV/Radio Gary McCormick (en),
- l’acteur de cinéma et de télévision Emmett Skilton (en)
- l’écrivain et peintre Ellinore Ginn[23].
- Le musicien Matt Chicoine (aka Recloose (en)) vivait dans Titahi Bay avant de se déplacer vers Auckland[24].
- Les stars sportives telles que Lynnette Brooky (en) et Tamati Ellison sont nées et ont grandi dans Titahi Bay.
- Craig Snook « King of the Corner 2012 » en compétition de surf.